# Oceania Rugby Women's Championship 2023
El Oceania Rugby Women's Championship de 2023 fue la quinta edición del torneo femenino de rugby.

## Equipos participantes
- Selección femenina de rugby de Fiyi
- Selección femenina de rugby de Papúa Nueva Guinea
- Selección femenina de rugby de Samoa
- Selección femenina de rugby de Tonga

## Tabla de posiciones
| Pos. | Equipo             | Encuentros | Encuentros | Encuentros | Encuentros | Tantos  | Tantos    | Tantos     | Puntos Bonus | Puntos Totales |
| Pos. | Equipo             | jugados    | ganados    | empatados  | perdidos   | a favor | en contra | diferencia | Puntos Bonus | Puntos Totales |
| ---- | ------------------ | ---------- | ---------- | ---------- | ---------- | ------- | --------- | ---------- | ------------ | -------------- |
| 1    | Samoa              | 3          | 3          | 0          | 0          | 171     | 23        | +148       | 2            | 14             |
| 2    | Fiyi               | 3          | 2          | 0          | 1          | 140     | 31        | +109       | 3            | 11             |
| 3    | Tonga              | 3          | 1          | 0          | 2          | 47      | 136       | -89        | 1            | 5              |
| 4    | Papúa Nueva Guinea | 3          | 0          | 0          | 3          | 22      | 190       | -168       | 1            | 1              |

Nota: Se otorgan 4 puntos al equipo que gane un partido y 2 al que empate
Puntos Bonus: 1 punto por convertir 4 tries o más en un partido y 1 al equipo que pierda por no más de 7 tantos de diferencia

### Resultados
| 26 de mayo | Papúa Nueva Guinea | 0 - 77 | Fiyi |  |  |

| 26 de mayo | Samoa | 69 - 5 | Tonga |  |  |

| 30 de mayo | Fiyi | 45 - 12 | Tonga |  |  |

| 30 de mayo | Samoa | 83 - 0 | Papúa Nueva Guinea |  |  |

| 4 de junio | Fiyi | 18 - 19 | Samoa |  |  |

| 4 de junio | Papúa Nueva Guinea | 22 - 30 | Tonga |  |  |

| Bandera de Samoa |
| Campeón Samoa    |
| Primer título    |